# مولي بيترز
مولي بيترز (بالإنجليزية: Molly Peters)‏ (و. 1942 – 2017 م) هي ممثلة أفلام، وممثلة تلفزيونية، وعارضة بريطانية، توفيت عن عمر يناهز 75 عاماً، بسبب سكتة.

## وصلات خارجية
- مولي بيترز على موقع IMDb (الإنجليزية)
- مولي بيترز على موقع روتن توميتوز (الإنجليزية)
- مولي بيترز على موقع ألو سيني (الفرنسية)
- مولي بيترز على موقع تيرنر كلاسيك موفيز (الإنجليزية)
- مولي بيترز على موقع أول موفي (الإنجليزية)
- مولي بيترز على موقع قاعدة بيانات الأفلام السويدية (السويدية)
- مولي بيترز على موقع قاعدة بيانات الفيلم (الإنجليزية)
- مولي بيترز على موقع كينوبويسك (الروسية)